# Ebalia paratuberculosa
Ebalia paratuberculosa is een krabbensoort uit de familie van de Leucosiidae. De wetenschappelijke naam van de soort is voor het eerst geldig gepubliceerd in 2002 door Türkay, Chen & Zarenkov, in Chen & Sun.